# Wildberg (Szwajcaria)
Wildberg (gzu. Wilpèèrg) – miejscowość i gmina (Politische Gemeinde) w północnej Szwajcarii, w kantonie Zurych, w okręgu (Bezirk) Pfäffikon.  

## Demografia
W Wildbergu mieszka 1029 osób. W 2021 roku 7,9% populacji gminy stanowiły osoby urodzone poza Szwajcarią.

## Transport
Przez teren gminy przebiegają drogi główne nr 354 i nr 818.